# Mruczyślad
Mruczyślad (Arctopus L.) – rodzaj roślin należący do rodziny selerowatych. Obejmuje trzy gatunki. Występują one w Afryce Południowej. A. echinatus wykorzystywany jest jako roślina lecznicza. Surowcem zielarskim jest korzeń Radix Arctopi.
Rodzaj obejmuje rośliny wyróżniające się morfologicznie od innych przedstawicieli rodziny baldaszkowatych. Kolczaste liście tych roślin rozścielają się na powierzchni ziemi. Korzenie są tęgie i żywiczne. Kwiaty żeńskie siedzące, skupione tworzą pseudancjum – pozorny kwiat, którego „płatki” są w istocie powiększonymi pokrywkami – liśćmi wspierającymi kwiatostany (baldaszki).

## Systematyka
Pozycja systematyczna
Rodzaj w obrębie rodziny selerowatych (baldaszkowatych) Apiaceae klasyfikowany jest w zależności od ujęcia do podrodziny Saniculoideae lub plemienia Saniculeae w obrębie podrodziny Apioideae.
Wykaz gatunków
- Arctopus dregei Sond.
- Arctopus echinatus L.
- Arctopus monacanthus Carmich. ex Sond.